# Écailles de Lune
Écailles de Lune è il secondo album in studio del gruppo musicale francese Alcest, pubblicato il 26 marzo 2010 dalla Prophecy Productions.
Nel lavoro in questione si registra un'ulteriore evoluzione del sound di questo progetto. Rispetto a Souvenirs d'un autre monde si ha un recupero di alcune sonorità black metal degli esordi, specialmente nei primi tre brani.

## Tracce
Testi e musiche di Neige, eccetto dove indicato.
1. Écailles de Lune - part 1 – 9:52
2. Écailles de Lune - part 2 – 9:48
3. Percées de lumière – 6:38
4. Abysses – 1:40 (musica: Fursy Teyssier)
5. Solar Song – 5:24
6. Sur l'océan couleur de fer – 8:18 (testo: Paul-Jean Toulet)

## Formazione
Gruppo
- Neige – voce, chitarra, basso, sintetizzatore
- Winterhalter – batteria

Produzione
- MK – produzione
- Markus Stock – registrazione
- Neb Xort – missaggio, mastering
- Fursy Teyssier – copertina